# Chiltern District
Chiltern war ein District in der Grafschaft Buckinghamshire in England. Er bestand von 1974 bis 2020. Verwaltungssitz war Amersham; weitere bedeutende Orte sind Chalfont St Peter, Chesham, Chesham Bois und Great Missenden.
Der Bezirk wurde am 1. April 1974 gebildet und entstand aus der Fusion des Urban District Chesham und des Rural District Amersham. Benannt wurde er nach den Chiltern Hills. Am 1. April 2020 wurde der District aufgelöst und mit den drei anderen Districts der Grafschaft zur Unitary Authority Buckinghamshire vereinigt.